# Мёссбауэр, Рудольф Людвиг
Рудо́льф Лю́двиг Мёссба́уэр (нем. Rudolf Ludwig Mößbauer; 31 января 1929 года, Мюнхен — 14 сентября 2011 года, Грюнвальд) — немецкий физик, специалист в физике атомного ядра и элементарных частиц, лауреат Нобелевской премии по физике за 1961 год.

## Биография

### Образование
Рудольф Мёссбауэр родился в Мюнхене и был одним из двух детей и единственным сыном Людвига Мёссбауэра, фототехника, и Эрны Мёссбауэр (в девичестве Эрнст). Получив начальное образование в местных школах, он поступил затем в гимназию в Мюнхен-Пазинг, которую закончил в 1948 г. Некоторое время Мёссбауэр работал в оптической фирме и несмотря на несомненный талант пианиста, Рудольф решил заниматься физикой, для чего поступил в Технический институт Мюнхена (сейчас — университет). В 1952 г. — стал бакалавром, в 1955 г. — магистром, а в 1958 г. — доктором. В течение академического 1953/54 года работал преподавателем математики в том же университете.

### В преддверии открытия
В 1955—1957 работал над докторской диссертацией, исследуя поглощение гамма-лучей на физическом отделении Института медицинских исследований Общества Макса Планка в Гейдельберге, где впервые наблюдал явление резонансного поглощения γ-лучей без отдачи — ядерный гамма-резонанс. В январе 1958 года Мёссбауэр стал стипендиатом-исследователем в Мюнхенском техническом университете (TUM), где под руководством профессора Хайнца Майера-Лейбница защитил докторскую диссертацию. В том же году в Институте медицинских исследований общества Макса Планка ему удалось получить прямое экспериментальное подтверждение ядерного резонансного поглощения γ-лучей без отдачи.

### Переезд в Калтех (США)
Проработав научным сотрудником в TUM в 1959 году, он принял приглашение Ричарда Фейнмана продолжить исследования поглощения γ-лучей в Калифорнийском технологическом институте (Caltech) в Пасадене (США) в качестве научного сотрудника, а затем старшего научного сотрудника. В 1961 году Мёссбауэр получил должность профессора физики в Калифорнийском технологическом институте.

## Нобелевская премия по физике, 1961 год
В 1961 году Мёссбауэр разделил Нобелевскую премию по физике «за исследование резонансного поглощения гамма-излучения и открытие в этой связи эффекта, носящего его имя».
Одним из первых использований эффекта Мёссбауэра стала вышедшая в 1959 году работа Р. В. Паунда и Г. А. Ребки из Гарвардского университета, которые воспользовались этим эффектом для подтверждения предсказания Альберта Эйнштейна о том, что гравитационное поле способно изменять частоту электромагнитного излучения. Измерение изменения частоты гамма-лучей, вызванного различием гравитационного поля у подножия и наверху 70-футовой башни, полностью подтвердило общую теорию относительности Эйнштейна. Эффект Мёссбауэра позволяет также получить информацию о магнитных и электрических свойствах ядер и окружающих их электронов. Этот эффект находит применение и в таких разнообразных областях, как археология, химический катализ, строение молекул, валентность, физика твёрдого тела.

## «Вторичный эффект Мёссбауэра»
В 1965 году Рудольф вернулся в Мюнхен, на должность профессора в TUM, где его заинтересовала нейтринная физика. Немецкое правительство за это возвращение заплатило внушительную цену — было построено новое здание и возможность приглашения 10 профессоров. Самое главное Мёссбауэру было позволено организовать в новой лаборатории научный процесс по американскому образцу — отказавшись от классического немецкого бюрократизма. Возвращение выдающегося учёного произвело впечатляющий эффект на развитие физики в Германии. Ряд учёных немецкого происхождения вслед за Мёссбауэром вернулись в Германию. Это возвращение впоследствии в шутку назвали «вторичным эффектом Мёссбауэра».
Рудольф Мёссбауэр оставался в TUM до 1997 года. В 1972—1977 годах занимал должность директора Института им. Макса фон Лауэ и Поля Ланжевена (ILL) в Гренобле и международного реактора с высокой мощностью потока частиц (англ. High-Flux Reactor). В 1977 году вернулся в Мюнхен, где обнаружил, что проведённая им реорганизация научных кадров была отменена.

### Нейтринный интерес
Продолжил работать над «загадкой нейтрино», в том числе принимая участие в некоторых экспериментах по обнаружению нейтринных осцилляций в Гёсгене и экспериментах по изучению солнечных нейтрино (gallex) в подземной лаборатории Гран-Сассо в Италии. Этим направлением Мёссбауэр оказался увлечён настолько, что продолжал работать над ним в свободное время, будучи в отставке с 1997 года.

## Научное сотрудничество
Мёссбауэр рассматривал науку, как возможность объединения людей всего мира, был открыт к международному сотрудничеству. Рудольф поддерживал связь как с учёными из США, так и с советскими учёными. Глубокие научные связи в Советском Союзе возникли в 1970-е годы, когда группа советских учёных пригласила американских профессоров к сотрудничеству. Поскольку в разгаре была холодная война, то никто из заметных американских учёных не принял приглашения. Мёссбауэр, будучи профессором Калифорнийского технологического института, согласился и провёл переговоры в Москве. Так возникло продолжительное сотрудничество с Институтом химической физики (профессор Виталий Гольданский) и с Курчатовским институтом (профессор Юрий Каган). Регулярные совместные семинары попеременно проходили в СССР и в Германии. В 1982 году Мёссбауэр стал иностранным членом АН СССР.
Первый совместный семинар прошёл в Москве в 1975 году. В 1977 году один из семинаров проходил в Ереване. За неделю до семинара Мёссбауэр был приглашён в Иран. После изучения карты он решил, что легко доберётся поездом из Тегерана в Ереван, не понимая, что в реальности поезд остановится где-то в пустыне между двумя городами, что потом и произошло. Немецкая делегация пережила два тревожных дня, не имея сведений о пропавшем главе делегации.

## Преподавание
Огромное внимание Мёссбауэр уделял преподаванию. У него были блестящие по содержанию и изложению лекции. Он никогда не уезжал на конференции в течение учебного семестра. Своим студентам он предоставлял полную свободу, но когда требовалась помощь, всегда её оказывал. Всегда готовый к сотрудничеству, Мёссбауэр никогда не соперничал в науке со своими бывшими студентами и коллегами.

## Достижения
Исследуя поглощение γ-лучей веществом с 1953 года, Мёссбауэр открыл и теоретически обосновал резонансное поглощение γ-лучей без отдачи. Эта работа получила международное признание и принесла Мёссбауэру следующие награды:
- 1960 — Премия Нью-Йоркской исследовательской корпорации (англ. Prize of the Research Corporation New York);
- 1961 — Премия им. Рентгена[нем.] Гисенского университета;
- 1961 — Медаль Эллиота Крессона института Франклина;
- 1961 — Нобелевская премия по физике (совместно с Робертом Хофштадтером) за исследования поглощения гамма-излучения ядрами вещества и открытие эффекта, носящего его имя. При оповещении о награждении было отмечено, что проведённые им исследования послужили фундаментом для открытия ядерной резонансной флуоресценции, известной как эффект Мёссбауэра.
- Почётный профессор 13 университетов мира.
- член Американского, Европейского и Германского физических обществ, Индийской академии наук и Американской академии наук и искусств. Он удостоен почётных докторских степеней Оксфордского, Лестерского и Гренобльского университетов.

В числе наград также Медаль и премия Гутри (1974) и Большая золотая медаль имени М. В. Ломоносова (1984).

## Личная жизнь
В 1957 году Мёссбауэр женился на Элизабет Притц, специалистке по дизайну, у них — сын и две дочери. Хобби Рудольфа были игра на фортепиано, фотография.

## Варианты написания фамилии
В научной литературе встречаются следующие написания фамилии Мёссбауэр:
- по-русски:
  - Мессбауэр (наиболее распространённый вариант);
  - Мёссбауэр (правильная транскрипция);
- латиницей:
  - Mößbauer — оригинальное немецкое написание;
  - Mössbauer — упрощённое немецкое написание;
  - Moessbauer — упрощённое написание-транскрипция с использованием только ASCII-латиницы;
  - Mossbauer — неправильное, но весьма распространённое написание.